# Stiftlav
Stiftlav (Pertusaria corallina) är en lavart som först beskrevs av L., och fick sitt nu gällande namn av Johann Franz Xaver Arnold. Stiftlav ingår i släktet Pertusaria och familjen Pertusariaceae.  Arten är reproducerande i Sverige. Inga underarter finns listade i Catalogue of Life.

## Källor

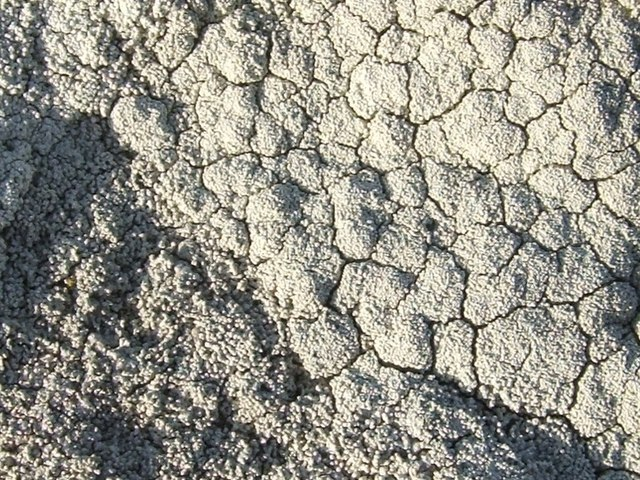
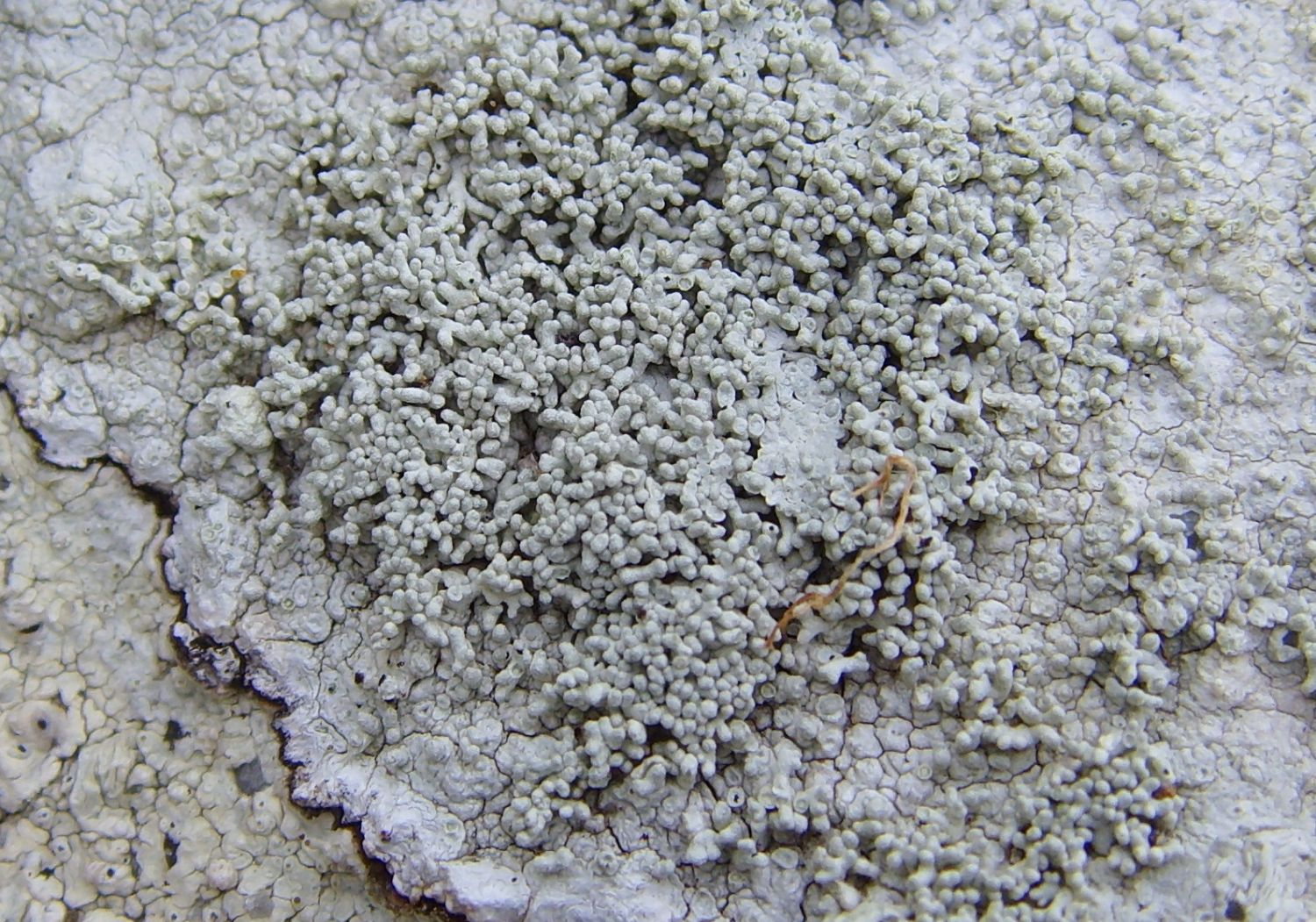